# Michael Nagel (Rechtsanwalt)
Michael Nagel (* 1959 in Hannover) ist ein deutscher Rechtsanwalt.

## Werdegang
Michael Nagel studierte Rechtswissenschaften und Philosophie an der Albert-Ludwigs-Universität Freiburg im Breisgau. Von 1994 bis 1999 war Nagel wissenschaftlicher Mitarbeiter von Walter Gropp an dessen Lehrstuhl für Strafrecht, Strafprozessrecht und Rechtsvergleichung an der Universität Leipzig.
Seit 1993 arbeitet Nagel als Rechtsanwalt, ab 1999 als selbstständiger Rechtsanwalt und Strafverteidiger und seit 2003 ist er Fachanwalt für Strafrecht. Sein Schwerpunkt liegt im Wirtschaftsstraf- und Strafprozessrecht. Nagel war in den Kanzleien Nagel Hoppe Langer und Bax u. Silinger tätig. Er ist Mitgründer und Inhaber der auf die Gebiete des Strafrecht spezialisierten Kanzlei Nagel Schlösser mit Sitz in Hannover und Berlin, in der insgesamt sieben Anwälte nahezu ausschließlich auf diesen Gebieten tätig sind.
Seinen ersten Lehrauftrag hatte Nagel an der Universität Cergy-Pontoise in Frankreich, an der er von 1995 bis 2005 deutsches Straf- und Prozessrecht lehrte. Seit 2001 hat Nagel einen Lehrauftrag an der Universität Hannover und seit 2010 ebenda an der Juristischen Fakultät eine Honorarprofessur inne.
Darüber hinaus hielt er Vorträge an verschiedenen deutschen und internationalen Universitäten, Gerichten und im Rahmen weiterer Veranstaltungen wie dem evangelischen Kirchentag. Dort nahm Nagel an einem Podiumsgespräch mit dem damaligen bayerischen Staatsminister des Innern Günther Beckstein zum Thema Sicherheit und Freiheit heute teil. Außerdem referierte er unter anderem 2009 an der Justus-Liebig-Universität Gießen über Beweiserhebungs- und Beweisverwertungsverbote – Das Konzept in Deutschland? und 2010 an der Universität Izmir in der Türkei über das Thema Medien und Strafverteidigung.
Nagel verfasste Beiträge zu Themen wie Strafrecht, Strafprozessordnung oder Beweisverwertung für Sammelbände und Zeitschriften. Neben Artikeln in Zeitschriften wie Strafverteidiger (StV) und StraFo oder Leipziger Juristische Vorträge, schrieb Nagel unter anderem auch Beiträge für die Sammelbände Beiträge zum deutschen und türkischen Strafrecht und Strafprozessrecht und Kinder im Unrecht – Junge Menschen als Täter und Opfer. Sein jüngster Beitrag untersucht die möglichen Auswirkungen sogenannter Fake News auf die Wahrheitsfindung im Strafprozessrecht und sich daraus ergebende Risiken für die Freiheitsrechte der Bürger und ist Teil des Sammelbands Populismus und „alternative Fakten“. (Straf-)Rechtswissenschaft in der Krise?, bei dem er auch als Herausgeber mitwirkte.

## Prominente Fälle als Rechtsanwalt
Bekannt wurde Nagel einer breiten Öffentlichkeit durch den Prozess gegen den ehemaligen Bundespräsidenten Christian Wulff, der sich 2013 vor dem Landgericht Hannover wegen Vorteilsnahme verantworten musste. Mit Wulff stand erstmals in der Geschichte Deutschlands ein ehemaliger Bundespräsident in einem Strafprozess vor Gericht. Um nicht nur die Unschuld von Wulff zu beweisen, sondern auch das Ansehen des Bundespräsidenten wiederherzustellen, lehnten Nagel und sein Kollege eine vorzeitige Einstellung des Verfahrens ohne offiziellen Freispruch ab. Im Februar 2014 erging schließlich der Freispruch für Christian Wulff.
Unter seinen weiteren prominenten Fällen waren unter anderem gegen den in der Türkei angeklagten Marco Weiss, den Radiologen Wolfgang Auffermann, den Oberbürgermeister in Halle, Bernd Wiegand, den ehemaligen Versicherungsvermittler Mehmet Göker, und den ehemaligen Geschäftsführer der Stadtwerke Zeitz, Andreas Huke. 2020 war Nagel Strafverteidiger im Prozess gegen den ehemaligen Hells-Angels-Anführer Frank Hanebuth. 2022 vertrat Nagel den Altbundeskanzler Gerhard Schröder, dem wegen seiner Tätigkeit für russische Unternehmen das Büro entzogen werden sollte, gegen den Deutschen Bundestag.

## Mitgliedschaften
Nagel ist Mitglied nationaler und internationaler Arbeitskreise bzw. Fachorganisationen. Seit 2013 sitzt er im Beirat des Vorstands des Rechtsanwalts- und Notarvereins in Hannover. Den geschäftsleitenden Vorsitz des Anwaltsgerichts Celle bekleidet Nagel seit 2017. Außerdem war er bis 2019 im Vorstand der Vereinigung Niedersächsischer Strafverteidigerinnen und Strafverteidiger e.V. und ist Gründungsmitglied des Arbeitskreises Die Strafjustiz in Niedersachsen. Daneben engagiert sich Nagel als Mitglied des Zentrums für angewandte Strafrechtswissenschaft an der Kültur Universitesi in Istanbul.

## Veröffentlichungen
- Das neue Umwelthaftungsgesetz. In: Droit et Affaire CEE. Band 516, 1992, ISSN 0184-5926, S. 89–93.
- Mit Gerhard Grüner: Der „Handtaschenfall“: eine vergleichende Simulation zur Strafrechtspflege in Mitteleuropa (= Juristenfakultät der Universität Leipzig [Hrsg.]: Leipziger juristische Vorträge. Band 38). Leipziger Uni.-Verlag, Leipzig 1998, ISBN 3-933240-27-1, S. 9–42.
- Reaktionen auf Zuwiderhandlungen im Bereich der Wirtschaftskriminalität. In: Walter Gropp (Hrsg.): Wirtschaftskriminalität und Wirtschaftsstrafrecht in einem Europa auf dem Weg zu Demokratie und Privatisierung: Beiträge zur Leipziger Sommerakademie vom 15.–22. September 1996. Leipziger Univ.-Verlag, Leipzig 1998, ISBN 3-931922-70-7, S. 83–115.
- Verwertung und Verwertungsverbote im Strafverfahren: die Frage nach dem verfahrenslimitierenden Wirkungsgehalt von Verwertungsverboten aus strafprozessualer Sicht (Dissertation) (= Leipziger Juristische Studien: Strafrechtliche Abteilung. Band 2). Leipziger Univ.-Verlag, Leipzig 1999, ISBN 3-933240-49-2.
- Rechtsschutz gegen verfahrenseinleitende und -fortführende Maßnahmen der Strafverfolgungsbehörden im Ermittlungsverfahren. In: StV. Band 21, 2001, ISSN 2366-2166, S. 185–192.
- Die Bekämpfung der Organisierten Kriminalität aus französischer Sicht. In: Bahri Öztürk/Walter Gropp (Hrsg.): Maßnahmen gegen die Organisierte Kriminalität im Rechtsstaat – Möglichkeiten und Grenzen. Ankara 2003, S. 99–107.
- Europol und das Unverfügbare des reformierten Strafprozesses? (= Felix Böllmann/Susanne Hemme/Ömer Korkmaz/Friedrich Kühn/Arndt Sinn [Hrsg.]: Deutsch-Türkische Rechtsstudien. Band 5). Berliner Wissenschaftsverlag, Berlin 2006, ISBN 978-3-8305-1273-8, S. 149–174.
- Landesbericht Frankreich (= Walter Gropp [Hrsg.]: Gießener Schriften zum Strafrecht und zur Kriminologie. Band 14). Nomos, Baden-Baden 2006, ISBN 3-8329-1682-2, S. 199–217.
- Sexualstraftaten: Was kommt auf ein Opfer nach erfolgter Anzeige zu? In: Anne Boos (Hrsg.): Traumatische Ereignisse bewältigen: Hilfen für Verhaltenstherapeuten und ihre Patienten. Hogrefe, Göttingen 2007, ISBN 3-8017-2066-7, S. 108–137.
- Mit Jan Schlösser: Werbung oder Korruption. In: wistra. 2007, ISSN 0721-6890, S. 211–214.
- Fair-Trial und Beschuldigtenrechte – die Anforderungen an das Fragerecht des Angeklagten und der Verteidigung und Folgen aus deren Verletzung für das Verfahren? In: Bahri Öztürk (Hrsg.): 3. Yilinda Yeni Ceza Adaleti Sistemi. Seckin, Ankara 2009, ISBN 978-975-02-0898-0, S. 365–376.
- Kindeswohl und Strafverteidigung. In: Bernd-Dieter Meier (Hrsg.): Kriminalwissenschaftliche Studien. Band 27. LIT Verlag, Berlin 2010, ISBN 978-3-643-10505-9, S. 171–195.
- Beweiserhebungs- und Beweisverwertungsverbot – das Konzept in Deutschland? (= Walter Gropp/Bahri Öztürk/Adem Sözüer/Liane Wörner [Hrsg.]: Gießener Schriften zum Strafrecht und zur Kriminologie. Band 35). Nomos, Baden-Baden 2010, ISBN 978-3-8329-5343-0, S. 91–106.
- Bearbeitung der §§ 333-358 StPO (Revision). In: Henning Radtke/Olaf Hohmann (Hrsg.): StPO Kommentar. Franz Vahlen, München 2011, ISBN 978-3-8006-3602-0, S. 211–230.
- Die Ohnmacht der Verteidigung vor der Macht der Richter. In: StraFo. 2013, ISSN 0947-9252, S. 221–230.
- Sexualstraftaten: Was kommt auf ein Opfer nach erfolgter Anzeige zu? In: Anne Boos (Hrsg.): Traumatische Ereignisse bewältigen: Hilfen für Verhaltenstherapeuten und ihre Patienten. Hogrefe, Göttingen 2019, ISBN 3-8017-2952-4, S. 117–157.
- Das „rechtliche Gehör“ als Garant für Freiheit und Wahrheit im Zeitalter des „Populismus“ und sog. „Fake News“? In: Arndt Sinn/Pierre Hauck/Michael Nagel/Liane Wörner (Hrsg.): Populismus und alternative Fakten. (Straf-)Rechtswissenschaft in der Krise? Abschiedskolloquium für Walter Gropp. Mohr Siebeck, Tübingen 2020, ISBN 978-3-16-156065-1, S. 171–198.